# Behind the Sun (chanson)
Pour les articles homonymes, voir Behind the Sun.
Singles de Red Hot Chili Peppers
Me and My Friends
(1987) Knock Me Down
(1989)
Behind the Sun est une chanson des Red Hot Chili Peppers et le troisième single extrait de l'album de 1987 The Uplift Mofo Party Plan. Elle est la sixième chanson de l'album mais ne fut pas édité en single avant 1992. Behind The Sun fut lancé pour promouvoir l'album What Hits!?. 
Dans le clip, on peut remarquer la présence de John Frusciante et de Chad Smith, alors qu'ils ne faisaient pas encore partie du groupe lors de la composition du morceau. 

## Liste des pistes
CD single (1992)
1. Behind the Sun (Album)
2. Higher Ground (Pearly 12" Mix)
3. If You Want Me to Stay (Pink Mustang Mix)
4. Knock Me Down (Album)

CD version 2 (1992)
1. Behind the Sun (Single Version)
2. Behind the Sun (Long Version)

12" single (1992)
1. Behind the Sun (Album)
2. Special Secret Song Inside (Album)

7" single (1992)
1. Behind the Sun (Album)
2. Fire (Album)